# 태극 (연호)
태극(太極, 712년 1월 ~ 5월)은  당나라(唐) 예종(睿宗) 이단(李旦)이 복위 후에 개원한 두번째 연호이다. 약 4개월 동안 사용하였다.

## 개원
- 경운(景雲) 3년 1월 19일[1](712년 3월 1일)에 연호를 태극(太極)으로 개원함.[2][3][4][5]

- 태극(太極) 원년 5월 13일[6](712년 6월 21일)에 연호를 연화(延和)로 개원함.[2][3][4][5][7]

## 연대 대조표
| 태극       | 원년       |
| 서기(西紀) | 712년      |
| 간지(干支) | 임자(壬子) |

## 동시대 연호

### 일본
- 와도(和銅) (708년 ~ 715년)

## 같이 보기
- 중국의 연호 목록